# Викселль, Кнут
Юхан Густав Кнут Викселль (швед. Johan Gustaf Knut Wicksell; 20 декабря 1851, Стокгольм, — 3 мая 1926, Стоксунд, Швеция) — шведский экономист, первым синтезировавший концепции австрийской школы, став одним из учителей стокгольмской школы, автор эффекта Викселля.

## Биография
Кнут родился в Стокгольме 20 декабря 1851 года младшим среди шести детей, один из которых умер в младенчестве. У него было три сестры и старший на год брат Аксель. Его отец Йохан Виксель был бизнесменом и риэлтором. Кнут рано потерял обоих родителей: мать Кристина умерла в 1858 году, когда ему было 6 лет, отец, женившись второй раз в 1861 году, скоропостижно скончался в 1867 году, когда Кнуту было 15 лет.
В 1869 году поступил в Уппсальский университет для изучения математики и физики, в 1872 году он получил степень бакалавра с отличием, а в 1885 году получил докторскую степень по математике, в 1895 году докторскую степень по экономике, в 1899 году степень по праву.
В 1873—1874 годах преподавал в средней школе Уппсалы, в 1874—1875 занимался частным репетиторством.
В 1885 году посетил Лондон, а в 1887 году Викселль получил трехлетний грант Фонда Лорена для изучения экономики в Германии и Австрии.
После получения степени по праву только в 1899 году в возрасте 48 лет смог получить должность доцента кафедры экономики и права в Уппсальском университете.
В 1900 году стал профессором, а с 1904 года полным профессором политэкономии в Лундском университете, где работал до выхода на пенсию в 1916 году.

## Семья
В 1889 году в Париже он женился на известной феминистке Анне Бугге (1862—1928).
В 1890 году у них родился сын Свен Викселль (1890—1939), а 1893 году — второй сын Финн, который трагически погиб в 1913 году, выпав из окна.
В 1916 году и до 1926 года семья Викселля переехала в Стокгольм. Кнут Виксель умер 3 мая 1926 года
.

## Память
В 1986 году на церемонии вручения нобелевской премии по экономике Дж. Бьюкенен отметил наследие Кнута Викселля в своих исследованиях на стыке политической науки и экономической теории того, как государственные расходы и налоговые решения в принципе могут быть построены на основе единогласия.
В 1993 году Европейское общество общественного выбора учредило ежегодный приз Викселля за лучшую работу, опубликованной в журнале European Journal of Political Economy.
В 2010 году Школа экономики и менеджмента Лундского университета открыла Центр финансовых исследований имени Кнута Викселля.

## Основной вклад в науку
В работе «Лекции по политической экономии, основанной на предельном принципе» осуществил синтез основных концепций неоклассического направления XIX века и дополнил его динамическим подходом, впервые введя в экономический анализ категорию «ожиданий». Викселль дополнил принцип предельной производительности тем, что доход на капитал не может быть определён аналогично предельному продукту «первичных факторов производства» (труда и земли), так как приращение капитала приводит к переоценке стоимости его запаса вследствие изменений в ставках заработной платы и процента, названный эффектом Викселля.